# كال
كال  (بالإنجليزية: Kaal)‏ فلم رعب هندي من إخراج سوهام لولا ومن إنتاج شاه روخ خان. الفيلم من بطولة أجاي ديفجان وجون أبراهام وفيفك أبروي والممثلة إيشا ديول ولارا دوتا. تم إصدار الفيلم 29 أبريل 2005 .

## قصة الفيلم
تدور احداث الفيلم في غابة، وتتمحور قصته حول مجموعة من الاصدقاء في محاولة لانقاذ أنفسهم من شبح يطاردهم. 
من جهة أخرى قد كان الفيلم مناسبة للتحسيس بأهمية الحياة البرية الهندية وضرورة حمايتها.

## طاقم الممثلين
- أجاي ديفجان
- جون ابراهام
- فيفك أبروي
- ايشا ديول
- لارا دوتا
- كوشال بنجابي

## الاستقبال النقدي
لقي الفيلم استحسان كبير من النقاد مشيرين إلى كونه فيلم رعب مختلف ومميز.

## الإيرادات
حقق الفيلم ارباحا تقدر ب 19 كرور.

## وصلات خارجية
- كال على موقع IMDb (الإنجليزية)
- كال على موقع روتن توميتوز (الإنجليزية)
- كال على موقع نتفليكس (الإنجليزية)
- كال على موقع أول موفي (الإنجليزية)
- كال على موقع بوكس أوفيس موجو (الإنجليزية)
- كال على موقع قاعدة بيانات الفيلم (الإنجليزية)
- كال على موقع ليتربوكسد (الإنجليزية)
- كال على موقع كينوبويسك (الروسية)